# Trirhabda flavolimbata
Trirhabda flavolimbata är en skalbaggsart som först beskrevs av Mannerheim 1843.  Trirhabda flavolimbata ingår i släktet Trirhabda och familjen bladbaggar. Inga underarter finns listade i Catalogue of Life.

## Bildgalleri

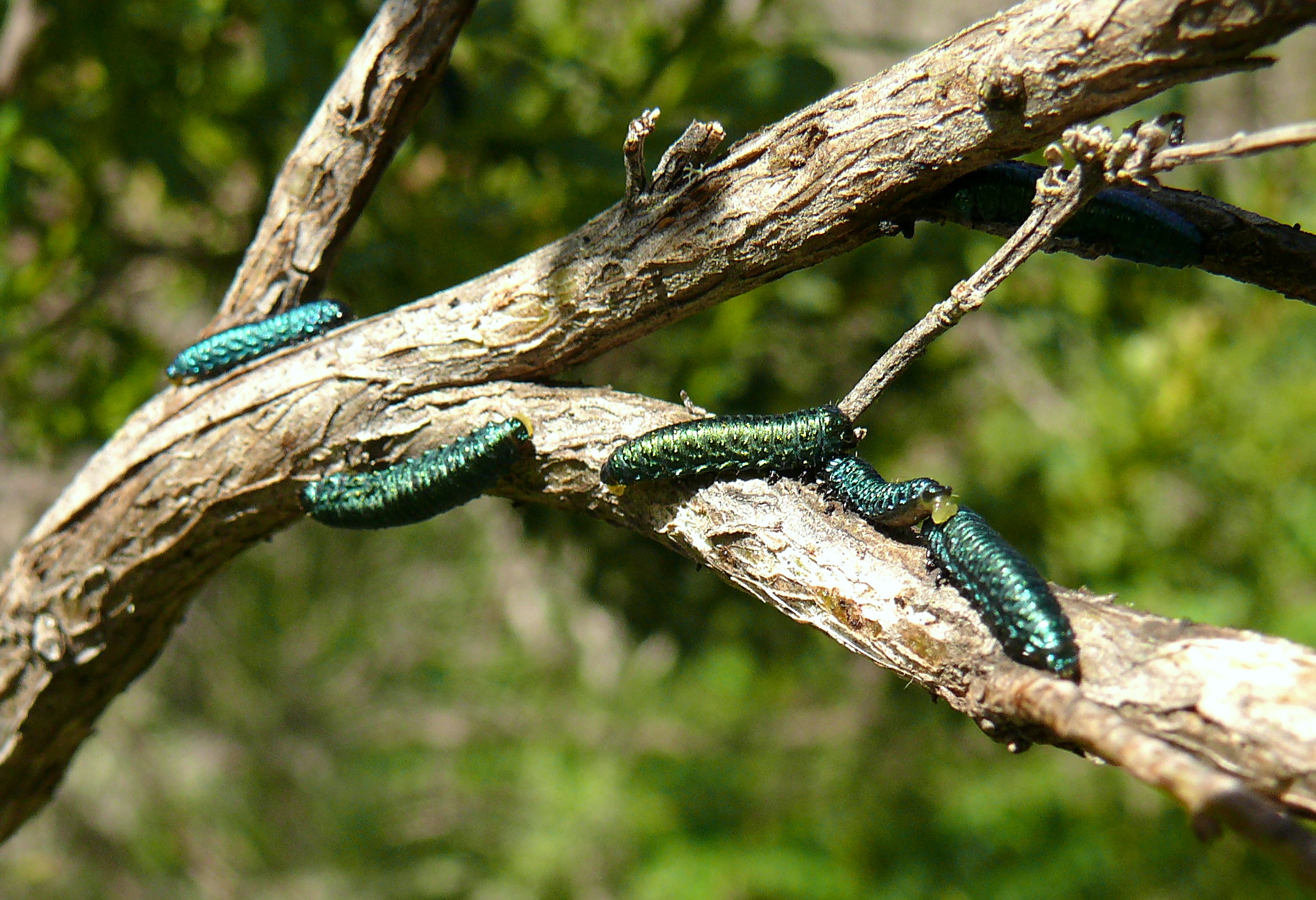